# Larry Towell
Larry Towell (Ontario, Canadà, 1953) és un fotògraf i poeta, fill d'un mecànic de cotxes nascut al si d'una família nombrosa. Després d'estudiar arts visuals a la York University de Toronto (1972 - 1976), marxa cap a Calcuta, Índia com a voluntari en una organització humanitaria on s'està un llarg temps. Allà comença a fer fotografies prenen notes dels problemes humans i socials que troba.
Quan torna a Canadà, dona classes de música popular per tal de mantenir la seva família. L'any 1984 comença a treballar com a fotògraf freelance fotografiant sovint temes com la pobresa, l'exili, i la rebel·lió dels pagesos sense terres. D'aquests últims diu: 
"La terra és capaç de revelar a les persones el que realment son. Quan perden la seva terra perden la seva identitat" 
També s'interessa per projectes més concrets com la revolta popular a Nicaragua, les famílies dels "desapareguts" de Guatemala i el retorn dels exiliats vietnamites després de la guerra.
El seu primer assaig publicat a una revista, Paradise Lost, posava de manifest les catastròfiques conseqüències ecològiques que suposava l'enfonsament de petrolier Exxon Valdez a la badia de Prince William Sound, Alaska.
L'any 1988 és acollit per l'Agència Magnum Photos, de la que serà membre de ple dret el 1993. El 1996 finalitza un llarg reportatge de més de deu anys de durada dedicat a El Salvador i a la mateixa època fa un important estudi sobre les comunitats mennonites de Mèxic.

## Premis internacionals[3]
- Eugene Smith Foundation Award (1991)
- Western Canada magazine Awards (1991, 1993, 1995)
- World Press Foundation (1993,1994)
- Pictures of the Year Foundation (1994)
- Canadian National Magazine Awards (1994, 1995, 2000)
- Ernst Haas Foundation Award (1995)
- El Mundo Award (1996)
- Oskar Barnack Leica Award (1996)
- Pictures of the Year Foundation, reconeixement especial (1996)
- SPD- Merit Award, LIFE MAGAZINE (1997)
- Maine Photographic Workshops pel llibre El Salvador (1997)
- SPD- Merit Award, NY Times Magazine (1998)
- Society of Publication Designers (SPD) Magazine of the Year (1998)
- Overseas Press Club (1998)
- Pictures of the Year Foundation, 2 premis (1998)
- Alfred Eisenstadt Award (1998)
- Pictures of the Year Foundation, 2 premis (1999)
- Roloff Beny Book Award (1999, 2002)
- Hasselblad Foundation Award(1999)
- Photo-eye Award (2000)
- Society for News Design Award (2000)
- British Design and Art Direction (D&AD) Award (2001)
- Henri Cartier-Bresson Award (2003)
- Prix Nadar (2005)
- PDN Photo Annual (2006)
- Alicia Patterson Award (2007)
- Achievement In Filmmaking Award (2007)
- One of the year’s best pictures (2008)
- Festival Of The Photograph pel llibre The World From My Front Porch (2009)
- Photography Book Award pel llibre The World From My Front Porch (2009)
- One of ten best photo books of 2008, Photo-eye pel llibre The World From My Front Porch (2009)
- Magnum Foundation Emergency Fund Award (2010)
- Paul de Hueck and Norman Walford Career Achievement Award, Ontario Arts Foundation (2011)

## Llibres publicats en solitari[1]
- Burning Cadillacs (1983)
- Gifts of War (1988)
- Somoza's Last Stand (1990)
- The Prison Poems of Ho Chi Minh (1992)[3]
- House on Ninth Street (1994)
- El Salvador (1997)
- Then Palestine (1999)
- The Mennonites (2000)
- Larry Towell (2005)[3]
- No Man's Land (2005)
- In The Wake Of Hurricane Katrina (2006)[3]
- The Cardboard House (2008)[3]
- The World From My Front Porch (2008)[3]